# Phœbé de Bonis
Pour l’article homonyme, voir Phœbé.
Phœbé, op. 30, est une œuvre de la compositrice Mel Bonis, datant de 1909.

## Composition
Mel Bonis compose Phœbé pour piano. L'œuvre, dédiée à Paul Locard, est publiée aux éditions Leduc en 1909. Elle est rééditée en 2004 par les éditions Furore.

## Analyse
Phœbé fait partie d'un corpus d'œuvres que la compositrice a composé en se basant sur de grandes héroïne mythologiques. Ces pièces offrent des figures archétypales pour penser la place des femmes et le sort que les hommes leur réservent. Ce sont des « bijoux symbolistes » et des œuvres à clefs. Cette pièce fait partie d'un cycle posthume : « Femmes de légende », qui comprend aussi Mélisande, Ophélie, Viviane, Desdemona, Salomé et Omphale.
Cette pièce fait aussi partie de ces œuvres demandant une certaine exigence technique. L'œuvre illustre la maturité du style de la compositrice, par la suspension du sentiment tonal ou modal et la maîtrise de la conception formelle. On pourrait croire que l'œuvre est en ré bémol majeur, en se fiant à l'armure, mais l'harmonie entraîne une ambiguïté tonale. En considérant l'accompagnement des premières mesures, on pourrait interpréter le début comme étant en la bémol mixolydien. Le la bémol peut aussi être une note polaire du début de l'œuvre. Les dernières mesures de la pièce continuent à entretenir cette ambiguïté tonale. La fin, plutôt que de résoudre les tensions, s'évanouit dans une douce instabilité, selon François de Médicis. La pièce utilise deux autres modes : la gamme par tons et la gamme octatonique, qui persistent à cette impression d'indétermination polaire. La symétrie de la distribution intervallique de ces échelles tend à neutraliser le pouvoir d'une note polaire. Elles sont également connues comme étant les premiers et deuxièmes modes à transpositions limitées d'Olivier Messiaen. La gamme octatonique participe à l'indétermination modale, mais la gamme par tons est utilisée au seul moment cadentiel vraiment affirmé de l'œuvre : elle sert à enjoliver un accord de dominante sur mi bémol majeur qui se résout sur la tonique de la bémol. Le rôle de la gamme octatonique est plus complexe que celui de la gamme par tons, tant sur le plan harmonique que sur le plan formel. L'œuvre est de forme tripartite ABA'.
Dans cette pièce, le brouillage de l'articulation formelle est exacerbée par l'ambiguïté polaire, mais d'autres compositeurs exploitent le même effet de décalage des marqueurs formel et harmonique dans des contextes clairement tonals comme dans l'Impromptu no 3 de Gabriel Fauré. On retrouve d'autres points commun entre cet impromptu et Phœbé comme le rythme d'une voix implicite dans l'accompagnement de la main gauche module de manière a rétablir la pulsation initiale.
La carrure de groupement, la projection du mètre et la fluidité des articulations ne sont pas aussi subtiles et ambiguës dans l'ensemble des œuvres inspirées par des figures féminines. Certaines œuvres comme Viviane ou Desdemona présentent des coupes plus conventionnelles.
La grande fluidité de la pièce s'explique par le symbolisme de l'œuvre. Le titre de l'œuvre peut renvoyer à deux personnages mythologiques : soit une Titanide, fille d'Ouranos et Gaïa, soit plus vraisemblablement, la fille de Zeus et Leto, Phœbé-Artémis, divinité de la lune et sœur jumelle de Phoebus-Apollon. La dissociation rythmique entre main droite et main gauche accentue l'impression d'étrangeté de l'œuvre.

## Réception
L'œuvre a été jouée lors d'un concert en 1909 par Mel Bonis elle même.

## Discographie
- Femmes de légende, par Maria Stembolskaya (piano), Ligia Digital LIDI 0103214-10, 2010, (OCLC 718391726)
- En dehors, Kyra Steckeweh (piano), 2015 (OCLC 971261237)

## Sources
: document utilisé comme source pour la rédaction de cet article.
- Étienne Jardin, Mel Bonis (1858-1937) : parcours d'une compositrice de la Belle Époque, 2020 (ISBN 978-2-330-13313-9 et 2-330-13313-8, OCLC 1153996478, lire en ligne).
- (fr + de + en) Eberhard Mayer et Christine Géliot, Œuvre pour piano, vol. 1 : Femmes de Légende, Kassel, Furore Verlag, 2003, 56 p. (ISMN 9790500129189).